# Kendal
Kendal é uma cidade e paróquia civil do distrito de South Lakeland, no Condado de Cúmbria, na Inglaterra. Sua população é de 28 958 habitantes (2015). Kendal foi registrada no Domesday Book de 1086 como Cherchebi.
1. ↑  City Population de. «Kendal» (em inglês). Consultado em 3 de setembro de 2017
2. ↑  The National Archives. «Place name: Kendal» (em inglês). Consultado em 3 de setembro de 2017
3. ↑  The Kendal article https://kendal.com.br